# Włókniarz Łącznik
Włókniarz Łącznik – polski żeński klub piłki ręcznej, powstały w Łączniku. Właścicielem klubu były Prudnickie Zakłady Przemysłu Dziewiarskiego i Pończoszniczego w Białej Prudnickiej.
Klub w 1959 roku zdobył brązowy medal Mistrzostw Polski w piłce ręcznej kobiet, w 1961 wicemistrzostwo kraju i brązowy medal Mistrzostw Polski w 1963.
We Włókniarzu Łącznik grały 4 reprezentantki Polski: Aniela Peszel, Urszula Szer oraz Helga i Maria Czech.

## Sukcesy
- Wicemistrzostwo Polski: 1961
- Trzecie miejsce w MP: 1959, 1963